# Perscheloribates rustenburgensis
Perscheloribates rustenburgensis är en kvalsterart som först beskrevs av Pletzen 1963.  Perscheloribates rustenburgensis ingår i släktet Perscheloribates och familjen Scheloribatidae. Inga underarter finns listade i Catalogue of Life.